# Wim Hof

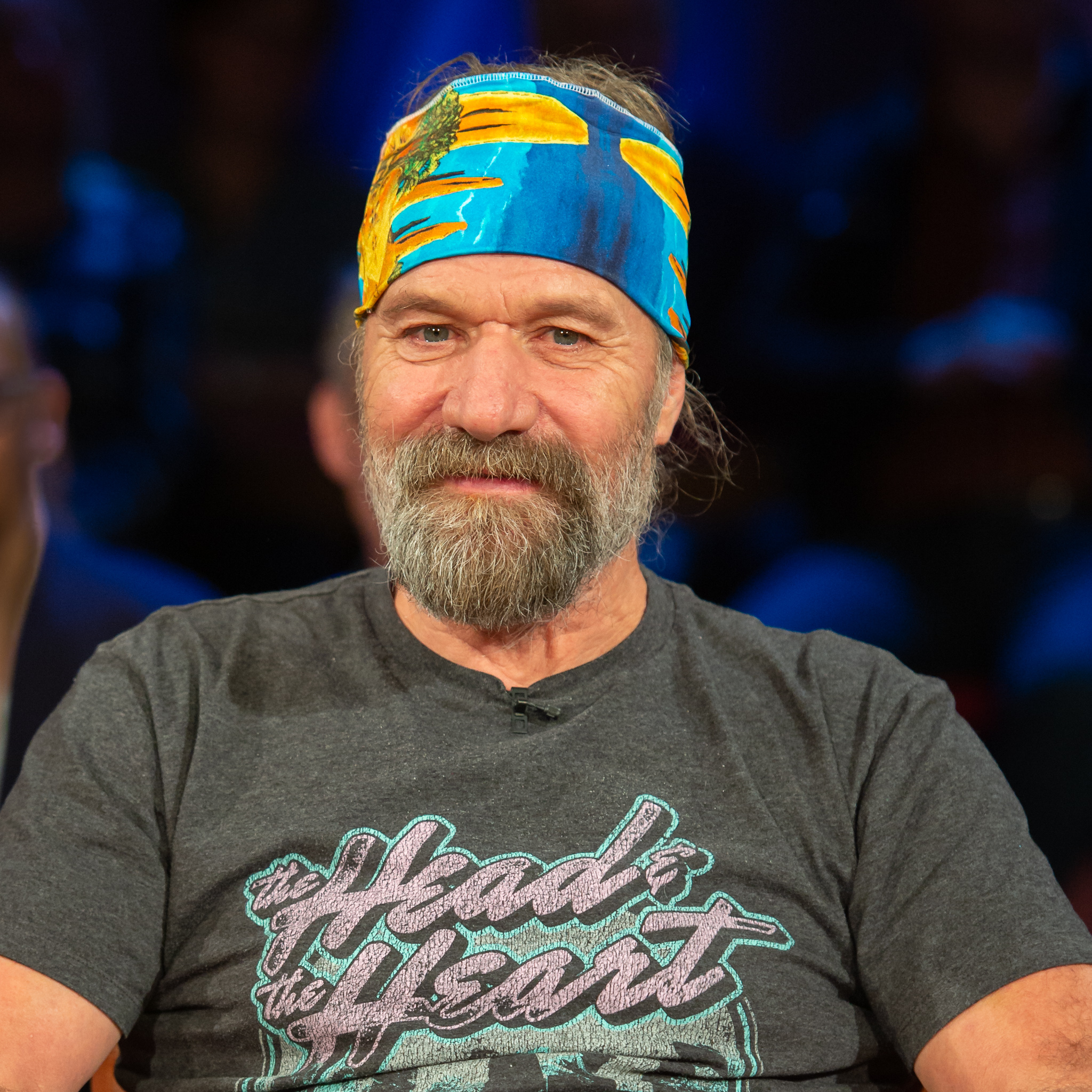
Wim Hof während einer NDR Talk Show, 2019

Wim Hof (* 20. April 1959 in Sittard, Provinz Limburg), auch bekannt als The Iceman, ist ein niederländischer Extremsportler, der mehrere Weltrekorde im Ertragen extremer Kälte hält. Seine Erfolge führt er auf die von ihm selbst entwickelte Wim-Hof-Methode zurück, die im Kern aus einer speziellen Atemtechnik besteht und sich positiv auf die Gesundheit auswirken soll.

## Erfolge
Hof hielt den Rekord für das längste Eisbad. Diesen brach er mehrmals selbst, zuletzt im Jahr 2011, als er eine Stunde, 52 Minuten und 42 Sekunden bis zum Hals in Eiswasser stand.
Im Jahr 2000 brach er mit 58 Metern den Rekord für die längste Schwimmdistanz unter Eis.
Im Februar 2009 erklomm er, lediglich mit Shorts und Schuhen bekleidet, innerhalb von 28 Stunden den Gipfel des Kilimandscharo. Im selben Jahr lief er nördlich des Polarkreises in Finnland innerhalb von fünf Stunden und 25 Minuten einen Marathon. Hierbei trug er trotz Temperaturen von knapp minus 20 Grad Celsius abermals lediglich Sandalen und Shorts. Im Jahr 2007 hatte er in Nord-Finnland mit einer Zeit von 2:16h bereits den Rekord für den schnellsten Halbmarathon barfuß auf Eis/Schnee gebrochen, den er bis heute hält (Stand: Ende 2023). Im Jahr 2007 kletterte er in 7400 Meter Höhe am Mount Everest, bekleidet mit Shorts und Sandalen. Aufgrund einer Fußverletzung erreichte er jedoch nicht den Gipfel.
Hof gibt an, Hitze ebenso gut ertragen zu können wie Kälte. Im September 2011 lief er in der Namib einen Marathon, ohne währenddessen Wasser zu trinken.

## Methode

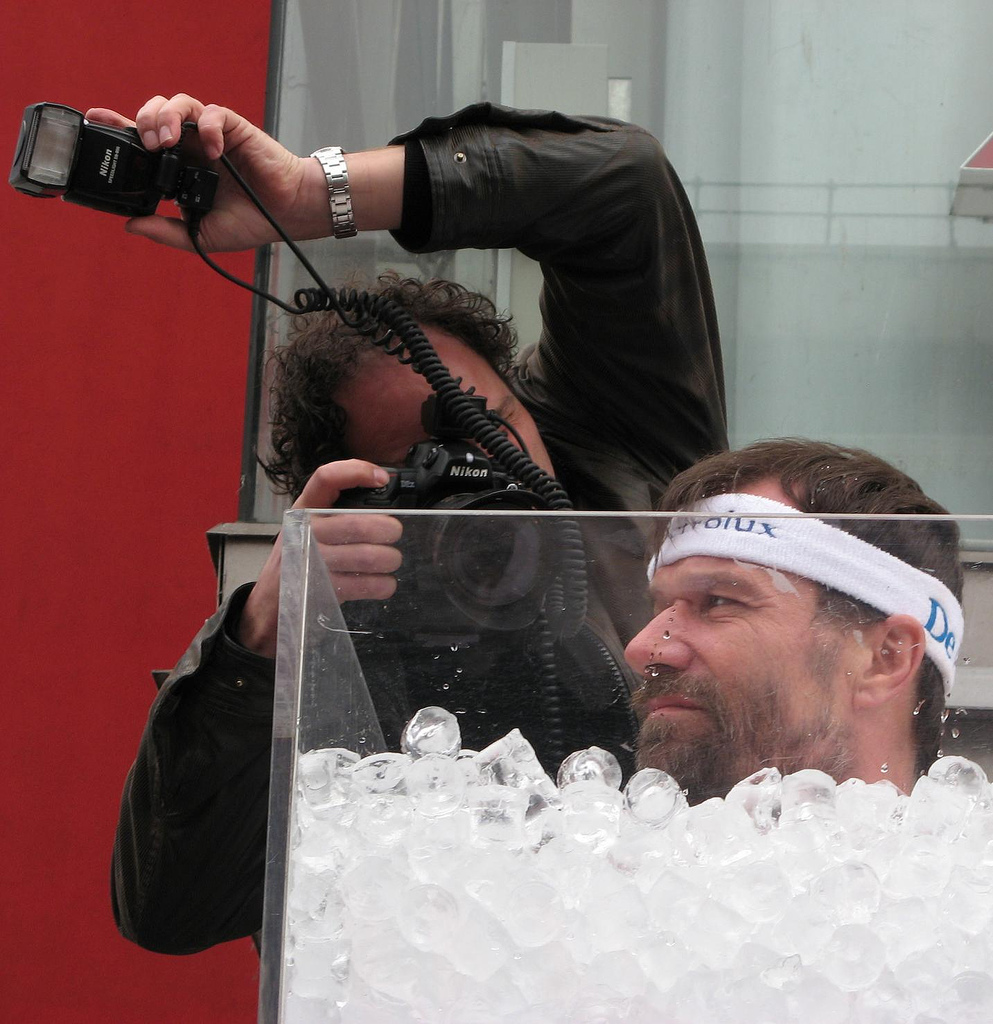
Wim Hof bei einem seiner Rekordversuche, 2007

Laut Hof könne jeder ähnliche Erfolge wie er selbst durch seine als Wim-Hof-Methode bekanntgewordene Atemtechnik erzielen, welche auf der tibetanischen Meditationspraxis Tummo basiert und im Kern aus dreißig- bis vierzigmaligem tiefen Ein- und Ausatmen mit anschließendem Luftanhalten besteht. Außerdem soll diese positive Effekte sowohl auf die körperliche als auch auf die geistige Gesundheit haben. Die Atemtechnik wird oft mit Eisbaden kombiniert.
Wim Hof vermittelt seine Methode unter anderem über Bücher, Smartphone-Apps und Gruppenseminare. Er ist überzeugt, dass jeder Mensch ähnliche Fähigkeiten entwickeln könne, soweit er sich darauf einlasse. Sein ältester Sohn Enahm ist die treibende Kraft hinter der Popularisierung und Vermarktung der Methode. Er leitet die Firma Innerfire.
Eine Studie der University of Minnesota konnte bei Hof keine besondere körperliche Disposition feststellen. Laut einer anderen Studie, die 2014 in der Proceedings of the National Academy of Sciences erschien, erreicht Hof durch gezielte Hyperventilation einen Anstieg der Adrenalinausschüttung seines Körpers, seiner Pulsfrequenz und des Laugengrades seines Blutes. Dadurch könne er das Immunsystem seines Körpers sowie das Entstehen von Entzündungsreaktionen im eigenen Körper bewusst kontrollieren und steuern. Für eine mögliche „Stärkung“ des Immunsystems oder einen damit verbundenen Schutz vor Infektionskrankheiten fehlen jedoch wissenschaftlich aussagekräftige Hinweise.
Wim Hofs Methode ist nicht ungefährlich. So kam es weltweit zu mehreren Todesfällen, bei denen Menschen ertrunken waren und deren Angehörige dies auf die Methode zurückführten. Gerichtlich konnte Hof jedoch bislang nicht belangt werden. Zuletzt scheiterte der Vater eines 17-Jährigen vor einem US-Gericht wegen Mangel an Beweisen.

## Privatleben
Wim Hof ist eines von neun Kindern. Hof selbst hat sechs Kinder, vier Söhne und zwei Töchter. Vier stammen von seiner ersten Frau Marivelle-Maria (auch Olaya genannt), einer Spanierin, welche laut Wim, schizophreniekrank war und sich 1995 das Leben nahm. Seine Traurigkeit in Folge des Todes seiner Frau war für ihn laut eigener Aussage der Hauptgrund dafür, dass er sich damit beschäftigte, Techniken zu entwickeln, um in extremer Kälte ausharren zu können. Seine zweite Frau Caroline, mit der er 2001 bis 2010 zusammen war, brachte 2003 sein fünftes Kind zur Welt, einen Sohn. Ein weiterer Sohn wurde im Jahr 2017 oder 2018 von einer anderen Frau geboren. 

### Vorwürfe häuslicher Gewalt
Im September 2024 veröffentlichte die niederländische Zeitung De Volkskrant eine umfangreiche Recherche, laut derer Wim Hof seiner zweiten Ehefrau und deren Kindern über Jahre häusliche und psychische Gewalt angetan und dafür gerichtlich auch mehrfach verurteilt worden sei. Auch der Jugendschutz sei involviert gewesen. Der jüngste Sohn soll nach langjähriger Erniedrigung und Misshandlung unter einer Posttraumatischen Belastungsstörung leiden. Im Falle der Ehefrau sei es auch zu sexualisierter Gewalt gekommen. Dabei soll er meist unter Alkoholeinfluss gestanden haben. Wim Hof bestreitet die Vorwürfe und kündigte an gerichtlich gegen die Zeitung vorzugehen. Die Vorwürfe wurden von Wim Hofs ältestem Bruder zum Teil bestätigt, der zudem unterstellt, Hof habe seine erste Frau in den Suizid getrieben. Entlastend sagte jedoch die Mutter seiner ersten Ehefrau in einem Interview für die BBC für ihn aus. Auf Grund der Vorwürfe wurde ein geplanter Spielfilm über Hof mit Ralph Fiennes in der Hauptrolle gestoppt.

## Werke
- Nie wieder krank. Gesund, stark und leistungsfähig durch die Kraft der Kälte. Mit Koen de Jong. Riva 2018. ISBN 978-3742305626
- Die Wim-Hof-Methode. Sprenge deine Grenzen und aktiviere dein volles Potential. Integral: 2021. ISBN 978-3778793084